# Evernote
Evernote es una aplicación informática cuyo objetivo es la organización de información personal mediante el archivo de notas. Existen versiones instalables para diversos sistemas operativos y una versión web. La versión del software para Windows es compatible con pantallas táctiles y el reconocimiento de escritura. 
Evernote está disponible en las principales plataformas móviles, como son iOS, Android, Windows Phone 7 y BlackBerry. También cuenta con versiones nativas para Windows y Mac, además de la versión web de Evernote. Todas las notas, fotos, documentos, archivos de audio y páginas web guardadas en una de las versiones de Evernote se sincronizan automáticamente en las otras plataformas que utilice el usuario.
Evernote tiene también una versión para empresas. En ella se potencia el uso compartido tanto de libros de notas como de documentación corporativa. La hace accesible a todos los empleados según su perfil. En el formato empresarial, pueden tenerse también carpetas privadas para la información o notas que así quieran mantenerse.
Evernote para web funciona mediante un servicio de suscripción y se sincroniza con las aplicaciones locales. Los usuarios suscritos a Evernote Premium obtienen almacenamiento de notas ilimitado y pueden añadir hasta 1 GB de nuevo contenido cada mes. La versión Premium también permite a los usuarios compartir y colaborar con sus notas, incluso desde dispositivos móviles. Además, Evernote Premium ofrece almacenamiento sin conexión de notas en iOS y Android, respuesta de asistencia técnica diaria, entre otras ventajas. Fue lanzado como versión beta pública el 24 de junio de 2008.
Evernote no proporciona por el momento ningún cliente para Linux, pero los usuarios de sistemas libres pueden utilizar la versión de Windows mediante Wine, o en su defecto usar Nevernote.

## Utilidades
Esta aplicación permite guardar notas, páginas web, documentos, archivos de audio y fotos. Otra función importante es que puede hacerlo tanto en su versión web como en la aplicación, según la plataforma que utilice el usuario y éstas se sincronizarán automáticamente. Además, permite editar los datos sobre la marcha, clasificarlos, se pueden escanear documentos, compartirlos con otros usuarios y facilita la búsqueda de textos escritos a mano.
Algunos de los usos que los autores de Evernote sugieren van desde tomar fotos de la pizarra hasta capturar páginas web para trabajos de investigación. 

## Problemas

### Pérdida de datos
Evernote ha experimentado múltiples casos de pérdida de datos.